# Télé Liban
Télé Liban (TL) és la xarxa de televisió del Líban de propietat governamental. Transmet principalment via terrestre a tot el territori libanès. TL és en l'actualitat l'únic membre libanès de la Unió Europea de Radiodifusió (EBU). Radio Liban, l'estació de ràdio de propietat estatal, va ser un dels 23 organismes de radiodifusió fundadors de l'EBU, però va deixar de ser membre l'any 2002. Actualment Radio Liban forma part de Ràdio França Internacional.